# Дембовець (Бидґозький повіт)
Дембовець (пол. Dębowiec, нім. Dembowitz) — село в Польщі, у гміні Домброва-Хелмінська Бидґозького повіту Куявсько-Поморського воєводства.
Населення — 180 осіб (2011).
У 1975-1998 роках село належало до Бидгощського воєводства.

## Демографія
Демографічна структура станом на 31 березня 2011 року:
|          | Загалом | Допрацездатний вік | Працездатний вік | Постпрацездатний вік |
| -------- | ------- | ------------------ | ---------------- | -------------------- |
| Чоловіки | 97      | 32                 | 58               | 7                    |
| Жінки    | 83      | 14                 | 56               | 13                   |
| Разом    | 180     | 46                 | 114              | 20                   |